# Stephen Corry
Stephen Corry (Brits-Maleisië, 1951) is een Brits antropoloog en voorvechter van de rechten van inheemse volken.
Hij is vooral bekend als directeur van Survival International. In 1984, toen Survival International op de rand van faillissement verkeerde, werd hem gevraagd om de leiding van deze organisatie op zich te nemen. Sindsdien heeft Survival International zich ontwikkeld tot een van de toonaangevende niet-gouvernementele organisaties op het gebied van de inheemse mensenrechten. Hij is ook jarenlang, sinds 1993, voorzitter geweest van de Free Tibet Campaign, waarvan hij nog steeds bestuurslid is.

## Biografie
Stephen Corry werd in 1951 geboren in Brits-Maleisië. Hij verkreeg een beurs om te studeren op de vermaarde Gresham's School in Norfolk, waar hij uitblonk in geweerschieten. Op zijn zestiende ging hij van school om te reizen en andere talen te leren. Hij reisde vervolgens naar landen als Nepal, Turkije en India. Omdat zijn moeder in India was geboren, vatte hij een bijzondere belangstelling op voor dat land, waar hij ook zijn passie voor bergbeklimmen kon uitleven. Op zijn achttiende bevond Corry zich op een geven moment zonder geld of steun in Nepal bij Mount Everest, waar hij voor zijn levensonderhoud afhankelijk was van de plaatselijke bevolking. Vóór zijn contact met de stammen van de Himalaya was hij overtuigd van de superioriteit van de Britse beschaving en ontwikkeling. Zijn ervaringen met deze mensen veranderde zijn wereldbeeld en manier van denken in hoge mate. Hoewel zij auto's noch elektriciteit bezaten, gaven ze hem de indruk dat het leven hen bijzonder veel voldoening schonk. Hij wilde meer leren en te weten komen over inheemse stamgemeenschappen. Terug in Londen voelde hij zich ontheemd. In 1972 kwam hij echter in aanraking met Survival International, waar mensen werkten die zijn denkbeelden deelden. Beïnvloed door zijn reizen en door schrijvers als Jiddu Krishnamurti, gaf hij zijn studie op aan de universiteit van Parijs, Jussieu, om vrijwilligerswerk te doen. Nadat hij zich had aangesloten bij Survival International, wilde hij naar Brazilië gaan om er de inheemse bevolking te bestuderen. Men vroeg hem echter om in Londen te blijven en daar onderzoek te doen.
Later werd Stephen Corry Directeur Projecten van Survival International. Volgens de ontdekkingsreiziger en oprichter van Survival International, Robin Hanbury-Tenison, had Corry zich na enkele uitgebreide reizen door Zuid-Amerika, waar hij zowel met Amerikaanse indianen als met antropologen goed kon samenwerken, ontwikkeld tot een deskundige inzake de positie van de indianen in Colombia, Peru en Ecuador. Toen hij bij Survival ging werken, vatte hij, na een gesprek met Robin Hanbury-Tenison over zijn toekomstige rol bij Survival International, het ambitieuze plan op om, naar analogie van het Red Book of Threatened Species van de International Union for Conservation of Nature, een World Red Book of Threatened Peoples samen te stellen. In 1974 bracht hij negen maanden door in Colombia om onderzoek te doen naar de situatie van de inheemse volksstammen en enkele projecten op te zetten die gefinancierd zouden worden door de Joint Projects Committee. Bij zijn terugkeer in 1976 publiceerde hij zijn rapport Towards Indian self-determination in Colombia ("Naar Indiaanse zelfbeschikking in Colombia"). Sinds 1984 is hij algemeen directeur van Survival International.

## Visie
Stephen Corry heeft zich ingezet voor Survival International vanuit het standpunt dat inheemse volken zowel moreel als juridisch recht hebben op hun land. Bescherming van dit recht is van essentieel belang voor hun voortbestaan. Inheemse volken vinden dat regeringen dit moeten erkennen en dat dit slechts afgedwongen kan worden met hulp van de publieke opinie. Survival International gelooft dat de cultuur van deze volken bijzonder waardevol is, en dat deze ernstig bedreigd wordt door gewelddadige aanslagen op hun levenswijzen.

## Prijs
In 1989 werd de Right Livelihood Award toegekend aan Survival International. Corry sprak tijdens de plechtigheid de aanvaardingsrede uit.

## Privéleven
Hobby's van Stephen Corry zijn bergbeklimmen en toerskiën. Hij woont in het West Country in Engeland, is getrouwd en heeft drie dochters.